# Castel di Sasso
Castel di Sasso é uma comuna italiana da região da Campania, província de Caserta, com cerca de 1.193 habitantes. Estende-se por uma área de 20 km², tendo uma densidade populacional de 60 hab/km². Faz fronteira com Caiazzo, Capua, Liberi, Piana di Monte Verna, Pontelatone.

## Demografia
| Variação demográfica do município entre 1861 e 2011                               |
|                                                                                   |
| Fonte: Istituto Nazionale di Statistica (ISTAT) - Elaboração gráfica da Wikipedia |